# 不思議のダンジョン2 風来のシレン スペシャル・アレンジヴァージョン
『不思議のダンジョン2 風来のシレン スペシャル・アレンジヴァージョン』（ふしぎのダンジョンツー ふうらいのシレン スペシャル・アレンジヴァージョン）は、チュンソフトのローグライクゲーム『不思議のダンジョン2 風来のシレン』のサウンドトラック集。1995年12月20日に発売された。発売元はキティエンタープライズ（現・ユニバーサルシグマ）。

## 収録曲
作曲は全てすぎやまこういち。1~16がシンセサイザーバージョン。17がオーケストラバージョン。18がゲームサウンド。
1. 旅ガラスは行く〜旅ガラスの町
2. 旅立ちの前に
3. 杉並の旧街道〜天馬峠
4. 廃坑
5. 旅ガラスの宿
6. ド演歌 ペケジのテーマ
7. 山霊の洞窟
8. 怪しげな店
9. 雲上の世界で
10. 憩いの町
11. 試練の時
12. お化け屋敷
13. 天にとどく
14. 化物小屋
15. 試練の洞窟
16. 黄金都市〜そして旅は終わった
17. 風来ファンタジー
神奈川フィルハーモニー管弦楽団と尺八奏者の渡辺峨山によるオーケストラアレンジメドレー（佐橋俊彦編曲）[1]。
（Intro ～ 試練の洞窟 ～ 旅ガラスの町 ～ 杉並の旧街道 ～ 山霊の洞窟 ～ 天にとどく ～ メインテーマ ～ 試練の洞窟）
18. MEコレクション
（モンスターレベル・アップ ～ 仲間 ～ 宿泊 ～ イベントアイテム ～ 中断 ～ 風来人番付 ～ レベル・アップ）